# Біг на 3100 миль самоперевершення
Біг на 3100 миль самоперевершення є найдовшим сертифікованим пробігом у світі. Проводиться щорічно з середини червня по початок серпня у Квінзі, Нью-Йорк, США на трасі довжиною 0,5488 милі (883 метри)
Бігуни пробігають 5649 кіл навколо кварталу на місцині Ямайка в окрузі Квінз міста Нью-Йорк. Маршрут пролягає 164-ю Авеню, далі площею Абігейл Адамс (84-та Авеню) — 168-ма Стріт — Гранд Централ Парквей40°42′56″ пн. ш. 73°47′59″ зх. д. / 40.715556° пн. ш. 73.799653° зх. д.. Учасникам надається 51 день, щоб подолати 3100 миль (4988,97 км), у середньому 60,78 милі (97,82 км) кожен день. Організатор — марафонська команда Шрі Чинмоя.
Через пандемію пандемія COVID-19 змагання відбудуться з 13 вересня по 3 листопада 2020 року в Європі, Австрії, Зальцбург.

## Історія
У 1980-ті та 1990-ті роки марафонська команда Шрі Чінмоя стала одним із піонерів ультрамарафону, щорічно організовуючи пробіги 6/10- денний і 700/1000/1300 миль.
Пробіг 3100 миль самоперевершення був заснований спортсменом, філософом і релігійним гуру індійського походження Шрі Чінмоєм (1931—2007). Це змагання виросло з його бажання дати можливість бігунам виявити свої межі і спробувати вийти за них. Звідси і назва «самоперевершення», яка відноситься до всіх забігів, що проводяться марафонською командою Шрі Чинмоя. З 1985, коли команда почала проводити пробіги, вона зосередилася на ультрамарафоні і дистанції зросли, до знаменитого УльтраТріо (три пробіги з поєднаним стартом — 700/1000/1300 миль), що проводився в вересні, і весняного, який включає в себе 6-денний і єдиний у своєму роді 10-денний пробіги самоперевершення.
Попередником сьогоднішнього був 1000-мильний пробіг в 1985 року, від 1987 року він став 1300-мильним. Ал Хові (Канада) в 1989 першим пробіг всі 1300 миль.
У 1996 році засновник клубу Шрі Чинмой вирішив організувати новий пробіг на 2700 миль (4345 км), який виграв Георгій Єрмолаєв (Латвія), пробігши їх за 40 днів. На церемонії нагородження Шрі Чінмой заявив, що в 1997 дистанція буде збільшена до 3100 миль. У такому форматі пробіг проводиться щороку.
Едвард Келлі (США) виграв перші 3100 миль (46 днів (105 км на день)). У жінок перемогла Шупраба Бекйорд (США) — 51 день і дві години.
У 2020 році він відбувся в Австрії, Зальцбург через Коронавірусна хвороба з 13 вересня по 3 листопада.

## Рекорди і переможці

### Чемпіонат світу в бігу на 1000 миль ІАЮ-1988
Чемпіонат світу в бігу на 1000 миль ІАЮ-1988 і пробіги Шрі Чинмоя на 700, 1000 і 1300 миль були проведені з 20 травня по 7 червня 1988 року. Відомий грецький бігун Яніс Курос подолав 1000 миль за 10 днів 10 годині 30 хвилин 36 секунд, встановивши при цьому ряд світових рекордів.

#### Переможці

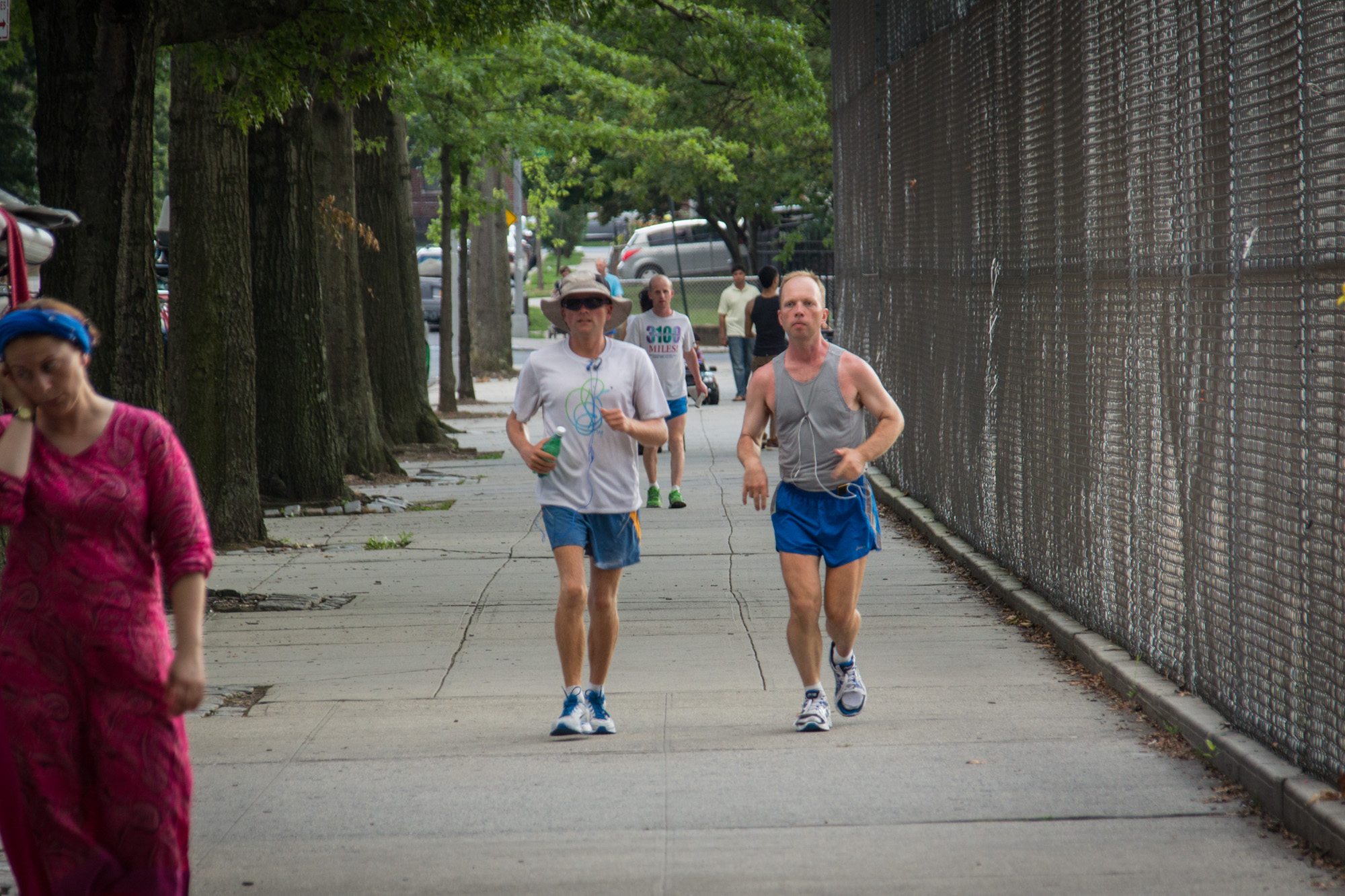
«Стутішил» Олег Лебедев (праворуч) на трасі пробігу в 2012 році

- Яніс Курос 10 днів+10:30.36 (WR)
- Сандра Барвік[en] 14 днів+20:45.16 (WR)[7]

Всього з 1997 по 2014 рік 3100-мильну дистанцію пробігу успішно подолали 37 учасників, деякі з них брали участь неодноразово. За словами неодноразового учасника пробігу, киянина «Стутішіла» Олега Лебедєва, ніяких призових нагород, «за винятком символічних кубків, учасники не отримують».

### Рекорди
Рекорд належить «Ашпріаналу» Пекка Аалто, який у липні 2015 року побив час 41 день 8:16.29, встановлений в 2006 році «Мадупраном» Вольфгангом Шверком, з новим рекордом 40 днів 09:06.21 (123 км на добу). «Канеєніка» Тереза Янакова пройшла 3100 миль за 48 днів 14:24.10 у 2017 році. Вона поліпшила рекорд «Шураши» Паули Майрер 2015 року. «Шупраба»  Бекйорд була єдиною людиною, що брала участь у всіх пробігах (до 2009). «Ашпріанал» Пекка Аалто виграв вісім з тринадцяти своїх стартів.

### Переможці

#### 3100 миль
| Дата           | Дистанція | Чоловіки                        | Час              | Жінки                      | Час              |
| -------------- | --------- | ------------------------------- | ---------------- | -------------------------- | ---------------- |
| 12.6—2.8.1997  | 3100      | Едвард Келлі                    | 47д+15:19.56 WR* | Шупраба Бекйорд            | 51д+02:09.56 WR* |
| 13.6—3.8.1998  | 3100      | Іштван Шіпош                    | 46д+17:02.06 WR* | Шупраба Бекйорд            | 49д+14:30.54 WR* |
| 20.6—10.8.1999 | 3100      | Едвард Келлі                    | 48д+12:42.46     | Шупраба Бекйорд            | 51д+14:16.17     |
| 18.6—8.8.2000  | 3100      | «Ашпріанал» Пекка Аалто         | 47д+13:29.55     | Шупраба Бекйорд            | 54д+15:51.34     |
| 17.6—7.8.2001  | 3100      | «Ашпріанал» Пекка Аалто         | 48д+10:56.12     | Шупраба Бекйорд            | 52д+10:37.42     |
| 16.6—6.8.2002  | 3100      | «Мадупран» Вольфганг Шверк      | 42д+13:24.03 WR* | Шупраба Бекйорд            | 51д+12:08.06     |
| 15.6—5.8.2003  | 3100      | «Намітабха» Алекс Арсік         | 49д+02:24.45     | Шупраба Бекйорд            | 56д+03:00.22     |
| 13.6—5.8.2004  | 3100      | «Ашпріанал» Пекка Аалто         | 46д+06:55.11     | Шупраба Бекйорд            | 55д+13:13.00     |
| 12.6—5.8.2005  | 3100      | Срдян Стоянович                 | 46д+10:51.16     | Шупраба Бекйорд            | 63д+04:23.28     |
| 11.6—12.8.2006 | 3100      | «Мадупран» Вольфганг Шверк      | 41д+08:16.29 WR* | Шупраба Бекйорд            | 60д+04:35.24     |
| 17.6—18.8.2007 | 3100      | «Ашпріанал» Пекка Аалто         | 43д+04:26.32     | Шупраба Бекйорд            | 58д+07:54.27     |
| 15.6—16.8.2008 | 3100      | «Ашпріанал» Пекка Аалто         | 44д+02:42.15     | Шупраба Бекйорд            | 56д+17:51.22     |
| 14.6—15.8.2009 | 3100      | «Ашпріанал» Пекка Аалто         | 43д+16:28.06     | Шупраба Бекйорд            | 60д+08:58.51     |
| 13.6—3.8.2010  | 3100      | «Ашпріанал» Пекка Аалто         | 46д+07:37.24     | —                          | —                |
| 12.6—4.8.2011  | 3100      | «Сарвагата» Михайло Український | 44д+13:38.52     | «Шураша» Паула Майрер      | 53д+15:54.25     |
| 17.6—7.8.2012  | 3100      | Грахак Канінгем                 | 43д+10:36.39     | —                          | —                |
| 16.6—7.8.2013  | 3100      | «Васу» Микола Дужий             | 47д+05:39.00 NR* | «Шураша» Паула Майрер      | 50д+04:57.24     |
| 15.6—6.8.2014  | 3100      | «Сарвагата» Михайло Український | 44д+06:58.10 NR* | Сара Барнет                | 50д+03:55.08     |
| 14.6—4.8.2015  | 3100      | «Ашпріанал» Пекка Аалто         | 40д+09:06.21 WR  | «Шураша» Паула Майрер      | 49д+07:52.24 WR* |
| 19.6—9.8.2016  | 3100      | Юрій Тростенюк                  | 46д+01:10.25     | «Канеєніка» Тереза Янакова | 51д+07:31.07     |
| 2017           | 3100      | «Васу» Микола Дужий             | 46д+17:38.22     | «Канеєніка» Тереза Янакова | 48д+14:24.10 WR  |
| 2018           | 3100      | «Васу» Микола Дужий             | 44д+16:03.53     | «Шураша» Паула Майрер      | 51д+12:47.37     |
| 2019           | 3100      | «Ашпріанал» Пекка Аалто         | 47д+01:39.34     | Харіта Девіс               | 51д+09:35.20     |
| 2020           | 3100      | Andrea Marcato                  | 43д+12:07.26     | —                          | —                |